# Simon Meier-Vieracker

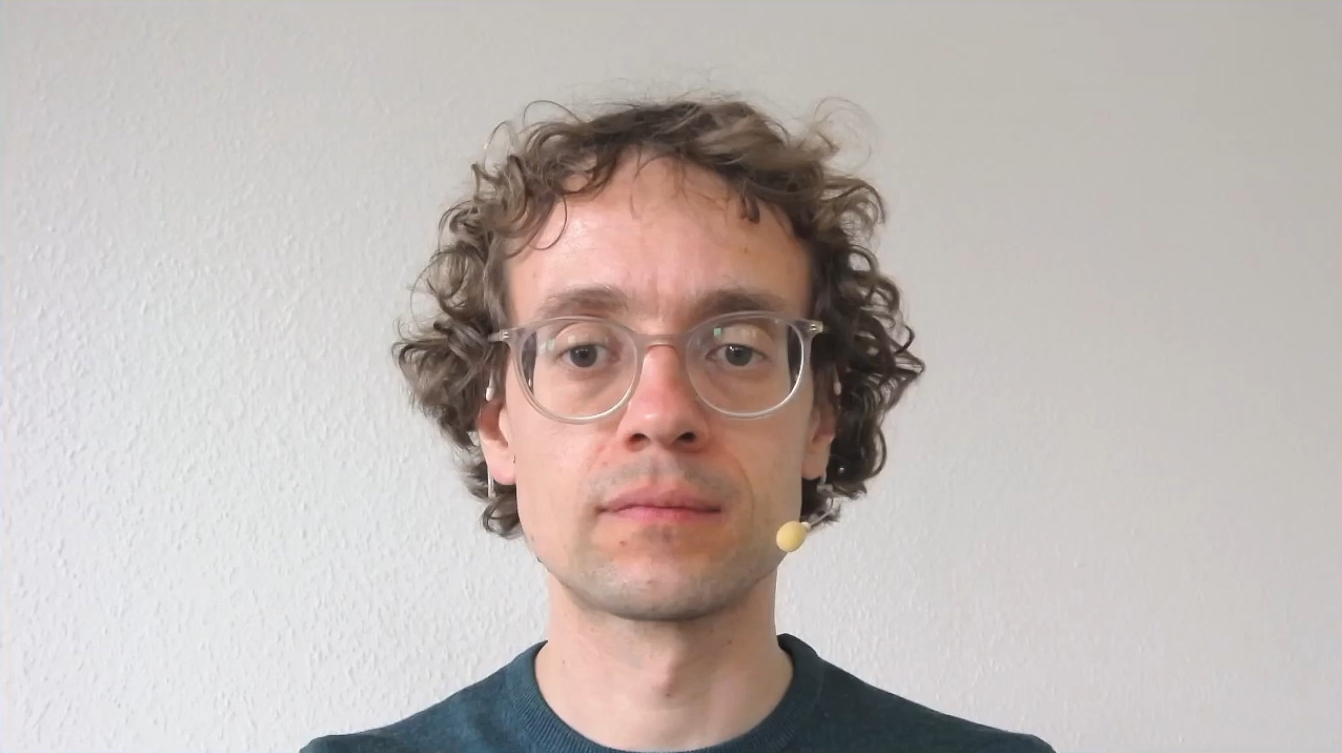
Simon Meier-Vieracker (2021)

Simon Meier-Vieracker (* 1980 in Basel als Simon Meier) ist ein deutscher Sprachwissenschaftler mit den Forschungsschwerpunkten Korpus-, Diskurs- und Medienlinguistik. Seit 2020 ist er Professor für Angewandte Linguistik an der Technischen Universität Dresden.

## Beruflicher Werdegang
Meier-Vieracker studierte Kommunikationswissenschaft und Philosophie an der Universität Duisburg-Essen und Universität Florenz. Nach dem Abschluss seines Studiums war er als wissenschaftlicher Assistent am Institut für Germanistik der Universität Bern tätig, wo er 2012 promovierte. In der Folge war er als wissenschaftlicher Mitarbeiter am Fachgebiet Allgemeine Linguistik der Technischen Universität Berlin beschäftigt, ehe er im Oktober 2017 am Dresdner Institut für Germanistik die Vertretung der Professur für Angewandte Linguistik übernahm. Zu deren Inhaber wurde er im Februar 2020 berufen.
Meier-Vieracker erforscht insbesondere die Kommunikation in digitalen Medien. Er nutzt hierfür automatisierte digitale Methoden der Textanalyse und wendet sie in den Bereichen „Sprache und Politik“ sowie „Sprache und Fußball“ an.
Gemeinsam mit Tobias Escher (Sportjournalist) und Martin Rafelt (Trainer) analysiert er im Podcast Die Phrasendrescher seit März 2021 Fußballsprache und -phrasen. Darüber hinaus betreibt er den TikTok-Kanal fussballinguist, der 2023 mit dem Social-Media-Preis Die Goldenen Blogger in der Kategorie TikTok ausgezeichnet wurde.

## Mitgliedschaften (Auswahl)
- Beiratsmitglied und Co-Leiter der Sektion Medienkommunikation der Gesellschaft für Angewandte Linguistik
- Mitglied der Gesellschaft für germanistische Sprachgeschichte
- Mitglied im wissenschaftlichen Netzwerk „Diskurse – digital: Theorien, Methoden, Fallstudien“ der Deutschen Forschungsgemeinschaft

## Schriften (Auswahl)
- Beleidigungen: Eine Untersuchung über Ehre und Ehrverletzung in der Alltagskommunikation. Shaker Verlag, Aachen 2007, ISBN 978-3-8322-6265-5.
- Gesprächsideale: Normative Gesprächsreflexion im 20. Jahrhundert. De Gruyter, Berlin/Boston 2013, ISBN 978-3-11-031488-5.
- Sprache ist, was du draus machst. Wie wir Deutsch immer wieder neu erfinden. Droemer, München 2024, ISBN 978-3426446126.